# Litoria prora
Espèce
Synonymes
- Hyla prora Menzies, 1969

Statut de conservation UICN

 LC  : Préoccupation mineure
Litoria prora est une espèce d'amphibiens de la famille des Pelodryadidae.

## Répartition
Cette espèce est endémique de Papouasie-Nouvelle-Guinée. Elle se rencontre entre 100 et 1 100 m d'altitude dans trois sites :
- à Efogi dans la chaîne Owen Stanley dans la province centrale ;
- à Tabubil dans la province ouest ;
- à Kikori dans la province du Golfe.

## Publication originale
- Menzies, 1969 : A new species of tree frog (Hyla) from Papua. Transactions of the Royal Society of South Australia, vol. 93, p. 165-168 (texte intégral).